# Monstros dos lagos
Monstros dos lagos, ou monstros lacustres, são supostas criaturas avistadas nos lagos e que acabam virando lendas. A existência (ou não) destas criaturas continuam a suscitar debate entre os cépticos e os crentes, e é um dos mistérios da criptozoologia.
Os monstros lacustres são mitos que fazem parte da história humana desde tempos bem antigos. Serpentes marinhas e criaturas gigantescas cheias de tentáculos como o monstruoso Kraken eram figuras comuns no imaginário dos valentes homens que se lançavam ao mar em busca de desbravar o planeta para descobrir riquezas. O mais famoso dos monstros lacustres é o Monstro do lago Ness, na Escócia, mas também há histórias sobre monstros nos lago Morag (na Escócia), lago Champlain (EUA/Canadá), lago Erie (EUA/Canadá), lago Hodges (EUA), lago Okanagan (Canadá), lago Storsjön (Suécia), lago de Vã (Turquia), lago Nahuel Huapi (Argentina), lago Kos Kol (Cazaquistão), entre outros.